# Puente Hintze Ribeiro
El puente Hintze Ribeiro fue un viaducto metálico construido en 1887 en Portugal, bautizado con el nombre del primer ministro portugués Ernesto Hintze Ribeiro, de la clase celosía, de seis tableros rectos, con apoyo en cinco pilas de fábrica y dos estribos extremos, que unía la ribera norte del río Duero en el término municipal de Entre-os-Rios (Oporto) con la orilla sur, situada en Castelo de Paiva (Aveiro), a unos 30 kilómetros de la desembocadura.

## Colapso
Esta estructura saltó tristemente a la fama a las 21:00, hora local, del 4 de marzo de 2001, en el momento en que circulaban sobre el segundo y tercer tablero de la orilla sur tres turismos y un autobús de excursionistas que volvían a Castelo de Paiva tras una jornada visitando los almendros en flor del valle. Ambas estructuras, en presencia de otros automovilistas que circulaban detrás, cayeron a las aguas crecidas del río Duero ocasionando la muerte en el acto a los 59 ocupantes de los vehículos. 
Aún hoy continúan desaparecidas 36 personas de las 59 que el río arrastró hacia la desembocadura en Oporto. Algunos cadáveres fueron hallados varios días después en la costa gallega española y en el golfo de Vizcaya, en Francia.

## Causas del desastre
De la investigación judicial y administrativa, que en un primer momento originó la inmediata dimisión del ministro portugués de transportes, Jorge Coelho, parece deducirse que las causas del colapso fueron múltiples: el mal estado de una estructura ya centenaria denunciado sistemáticamente años antes del desastre por los usuarios locales, la extracción ilegal de arenas del lecho del río Duero por dragas flotantes en las cercanías del puente, y la excepcional crecida del río durante los días previos del mes de marzo de 2001.

## Consecuencias del desastre

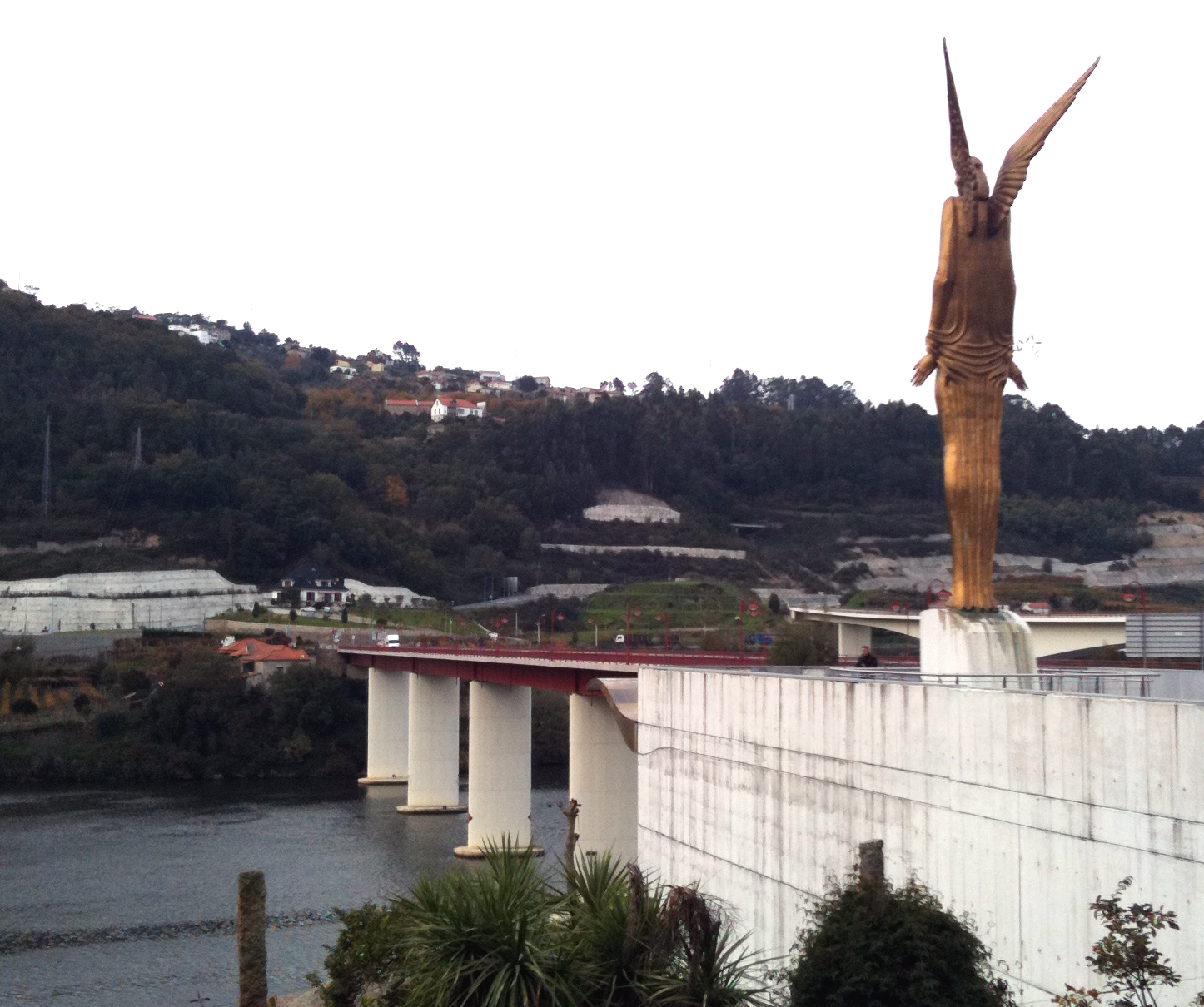
Nuevo puente y monumento conmemorativo.

En las semanas posteriores se originó en todo el país una verdadera conmoción por lo sucedido y se procedió a clausurar cautelarmente tres puentes (Ponte Pedrinha, Ponte Noemi y Ponte Rodo-Ferroviária de Pocinho) que se encontraban en situaciones de falta de mantenimiento similares al que había colapsado en Castelo de Paiva. 43 más fueron modificados en sus tolerancias de carga y velocidad y otros 354 entraron en un programa de inspección exhaustiva.
En la actualidad permanecen como mudos testigos de este desastre los dos estribos extremos del puente donde se observan aún los apoyos de los rodillos y un monumento conmemorativo de hormigón en cuyo interior se albergan 59 candelabros con los nombres y fotografías de las víctimas. Consta de una escalinata que surge simbólicamente del lecho del río y termina en un ángel monumental y una paloma que inicia el vuelo.
Adyacente completamente a la vieja estructura se ha construido en 2002 un nuevo viaducto de hormigón blanco y acero en sustitución del anterior.